# Pierre Raymond de Carcassonne
Pierre Raymond de Carcassonne, comte de Carcassonne et de Razès de 1012 à 1060, vicomte de Béziers et d'Agde, est le fils de Raymond, fils du comte Roger le Vieux de Carcassonne et de Garsinde, vicomtesse de Béziers et d'Agde.
Son père Raymond, fils aîné du comte Roger le Vieux et héritier des comtés de Carcassonne et de Razès, meurt cependant avant son père, entre le 21 juillet 1007 et avant avril 1011, alors que le comte Roger le Vieux est encore en vie. Pierre Raymond succède donc à son grand-père dans les comtés de Carcassonne et de Razès. Il hérite aussi de sa mère Garsinde l'essentiel des vicomtés de Béziers et d'Agde.

## Mariage et descendance
Pierre Raymond épouse Rangarde de la Marche, fille de Bernard Ier, comte de la Marche et de son épouse Amélie. Le couple a eu au moins quatre enfants :
- Roger III (mort en 1067)[4], comte de Carcassonne et de Razès, vicomte de Béziers et d'Agde ;
- Garsinde (attestée en 1054[5]) ;
- Ermengarde, épouse (avant janvier 1062[6]) Raimond-Bernard Trencavel, vicomte d'Albi et de Nîmes ;
- Adélaïde, épouse (1067) Guillaume Raymond, comte de Cerdagne, rapidement répudiée.